# Skat
Pour les articles homonymes, voir Skat (homonymie).
| Couleurs des cartes françaises                   | Couleurs des cartes françaises | Couleurs des cartes françaises | Couleurs des cartes françaises |
| ------------------------------------------------ | ------------------------------ | ------------------------------ | ------------------------------ |
| Carreau                                          | Cœur                           | Pique                          | Trèfle                         |
| ♦                                                | ♥                              | ♠                              | ♣                              |
| Couleurs des cartes allemandes (traditionnelles) |                                |                                |                                |
| Grelot                                           | Cœur                           | Feuille                        | Gland                          |
|                                                  |                                |                                |                                |
| Couleurs des cartes allemandes (modernes)        |                                |                                |                                |
| Karo                                             | Herz                           | Pik                            | Kreuz                          |
| ♦                                                | ♥                              | ♠                              | ♣                              |
| Couleurs des cartes quatre-couleurs              |                                |                                |                                |
| Carreau (jaune)                                  | Cœur (rouge)                   | Pique (vert)                   | Trèfle (noir)                  |
| ♦                                                | ♥                              | ♠                              | ♣                              |

Le skat est un jeu de cartes originaire d'Allemagne, où il est extrêmement populaire, tout comme en Alsace, en  Moselle, en Silésie et Basse-Silésie (Pologne).
Né en 1813 à Altenbourg, en duché de Saxe-Gotha-Altenbourg, vaguement apparenté au Doppelkopf, le skat se joue avec un jeu de 32 cartes.
À l'origine, il se pratiquait avec un jeu de cartes traditionnel allemand dont les couleurs sont Feuille (Blatt), Cœur (Herz), Grelot (Schelle), Gland (Eichel), mais aujourd'hui, il se joue principalement avec un jeu français : les feuilles sont remplacées par Pique, les grelots par Carreau et les glands par Trèfle. En compétition, on utilise souvent des cartes spéciales : sur chaque carte, une moitié est imprimée avec le dessin traditionnel allemand, et l'autre moitié avec le dessin français.
Le skat se joue à trois joueurs ou plus. Mais à chaque tour de jeu, seuls trois joueurs sont actifs. Une variante très répandue est ainsi le Geberskat (à quatre joueurs), le quatrième joueur bat et donne les cartes, mais ne joue pas (et ceci à tour de rôle). Son sort est lié à celui de la défense.

## Histoire
L'histoire du skat (en) remonte au début du XIXe siècle par un cocher d'Altenbourg en Thuringe. Un de ceux qui ont participé aux premiers tours fut l'éditeur Friedrich Arnold Brockhaus (1772-1823). Le jeu se répand par la suite, notamment dans la jeunesse étudiante des universités de Leipzig et d'Iéna. Un premier club de skat a été fondé en 1864 à Brême.
Les règles officielles sont fixées au cours d'un congrès à Altenbourg en 1886. La fédération allemande de skat (Deutscher Skatverband) a été fondée le 12 mars 1899 à Halle-sur-Saale. Le siège de l'association est à Altenbourg, la « ville du skat ». 
Après la Seconde Guerre mondiale, le jeu connaît un développement différent en Allemagne de l'Ouest, où le premier congrès d'après-guerre y est organisé en 1950, et en RDA où le premier congrès y est organisé douze ans plus tard. La fédération de skat, temporairement basée à Bielefeld, retourna à Altenbourg après la réunification allemande.
Un jeu de skat est représenté dans l'opéra Intermezzo de Richard Strauss. Une machine jouant au skat, Skat-Champion (de) est commercialisée dès 1980.

## Pratique du skat dans le monde
Au niveau international, le skat est régi par la Fédération internationale de Skat (en). Elle organise notamment le championnat du monde (en) tous les deux ans.

### En France
En 1981 on comptait en France environ 50 000 joueurs de skat, dont environ 40 000 en Alsace-Moselle. Le premier championnat d'Europe de Skat (en) a été organisé à Strasbourg en 1979 ; par la suite il revient en France en 1983 (Paris), 1999 (Colmar) et 2011 (Sélestat).

## But du jeu
Le skat oppose deux équipes inégales : un « preneur » contre deux « défenseurs ». À chaque tour de jeu, le « preneur » (le déclarant) est désigné par un système d'enchères assez original, au terme desquelles, celui qui a fait ou accepté le plus gros contrat déclare le jeu qu'il souhaite (couleur de l'atout). Le jeu de la carte départage les équipes.

## Distribution des cartes
Le donneur (Geber) bat le jeu et distribue les cartes dans le sens des aiguilles d'une montre. Il donne d'abord trois cartes à chacun, puis dépose deux cartes au centre (c'est le skat), puis distribue quatre cartes à chacun, et enfin, trois cartes à chacun. Au début de la partie, chaque joueur a donc dix cartes, et deux cartes (couvertes) se trouvent au milieu.
Il y a ensuite deux phases de jeu. Tout d'abord, des enchères (das Reizen) qui déterminent l'atout (en allemand, Trumpf), le preneur (qui jouera contre ses deux adversaires associés), la nature et la hauteur du contrat (le déclarant peut ainsi jouer avec ou sans le skat). Puis vient le jeu de la carte.

## Les enchères

### Valeur de base des contrats
Au skat, chaque joueur peut s'engager dans la réalisation d'un contrat face aux deux autres joueurs. Il lui est possible de choisir entre six types de contrats.
Les quatre premiers contrats permettent que toutes les cartes d'une couleur soient des atouts, communément appelés jeux de couleurs (Farbspiele). La valeur finale du contrat dépend d'un coefficient propre à chaque couleur que voici :
- Trèfle (coefficient 12) ;
- Pique (coefficient 11) ;
- Cœur (coefficient 10) ;
- Carreau (coefficient 9).

Un moyen mnémotechnique pour se souvenir de l'ordre est le refrain de la chanson Caroline de Mc Solaar : Je suis l'As de Trèfle qui pique ton cœur, Caroline. En effet les couleurs sont ici dans l'ordre décroissant de valeur.
À ces quatre couleurs qui peuvent être choisies comme atout, il est possible de jouer encore deux autres contrats :
- le Grand, dont le coefficient de base est 24
- le Null qui possède des valeurs fixées, dont la plus petite est 23

### Calcul de la valeur finale

#### Jeux de couleurs (Farbspiele) etGrand
Mis à part si le contrat désiré est de type Null (voir ci-après), il est crucial d'examiner la possession, ou la non possession des Valets (Buben) pour la phase d'enchères. Chaque joueur, pour pouvoir enchérir, doit compter le nombre de Valets qu'il a ou n'a pas depuis le Valet de Glands (trèfle) inclus, et l'on dira qu'il joue avec ce nombre s'il les a (mit), ou sans ce nombre s'il ne les a pas (ohne).
Ainsi, s'il possède les Valets de Trèfle et de Pique, mais qu'il lui manque celui de Cœur, on dit qu'il joue avec deux (mit zwei). S'il n'a pas le Valet de Trèfle, mais a celui de pique, on dit qu'il joue sans un (ohne eins).
Le joueur peut ainsi jouer avec un ou sans un, deux, trois ou quatre : il y a donc huit possibilités.
Il peut ainsi déterminer un coefficient multiplicateur. Le coefficient vaut un de plus que le nombre ci-dessus — on dit : Avec deux joue trois ou Sans deux joue trois (Ohne zwei, drei, Mit zwei, nimm drei), etc. Ce coefficient est multiplié par la valeur de la couleur d'atout demandée pour donner la valeur du contrat.
En fonction de ces deux coefficients (présence des valets × valeur de la couleur), le joueur saura jusqu'où il peut enchérir. Sur une enchère à 32, un joueur mit zwei pourra demander un contrat à Pique ou Trèfle (car 3×11 et 3×12 valent plus que 32) mais ne pourra pas demander un contrat à Cœur ou Carreau (car 3×10 et 3×9 sont inférieurs à 32).
Le joueur peut incrémenter la valeur du coefficient de plusieurs manières, dans le cas où sa valeur d'enchère dépasserait la valeur de son contrat, ou simplement pour augmenter ses points. 
Il peut notamment décider de ne pas prendre les deux cartes cachées du Skat, et s'engager à réussir le contrat avec les dix cartes initiales de sa main. Le joueur fait alors le contrat "de sa main", mention apposée Hand en allemand. Ce faisant, il augmente la valeur du coefficient attribué aux valets de 1. 
En reprenant l'exemple précédent, le joueur qui voulait demander un contrat à Cœur à l'enchère 32 pourra l'obtenir s'il le joue "de sa main". En effet, on passe de la valeur 3×10 à 4×10 qui est cette fois supérieure à 32.
Il peut également augmenter la valeur du coefficient associé aux Valets s'il réussit à mettre ses adversaires Schneider, voire Schwarz. Dans le premier cas, cela signifie que les deux adversaires ont au plus collecté 30 points avec leurs plis. Le second implique que les adversaires n'ont collecté aucun pli, équivalent d'être capot à la belote. Comme être "Schwarz" suppose à fortiori être "Schneider", il ne faut pas oublier de comptabiliser l'aspect "Schneider" dans le calcul du coefficient.
En récapitulant, calculons la valeur du contrat suivant :
Pique avec trois (mit drei), de la main (Hand), Schneider, Schwarz
Avec trois joue quatre, Hand cinq, Schneider six, Schwarz sept, multiplié par le coefficient de la couleur Pique, onze. 
Donc ce contrat vaudra finalement 7×11 = 77, valeur maximale d'enchère dans ce cas.

#### Jeux de typeNull
Pour les contrats de type Null, les valeurs sont fixées, et ce peu importe le nombre de Valets dans la main.
Il existe quatre variétés de jeux Null :
- Null, valeur 23, sans contraintes.
- Null Hand (de la main), valeur 35, où le joueur ne ramasse pas les deux cartes secrètes du Skat.
- Null Ouvert, valeur 46, où le joueur doit exposer, faces visibles, sa main de cartes aux adversaires.
- Null Ouvert Hand, valeur 59, combinant les deux contraintes précédentes.
Dès que les enchères ont atteint la valeur 60, il n'est plus possible d'effectuer de contrat de type Null.

### Déroulement
Les enchères se font par paires de joueurs, avec un annonçant (Sager) et un répondant (Hörer). L'annonçant au départ est la personne située avant le donneur, et le répondant celle située après.
L'annonçant peut faire une annonce en commençant à 18 (enchère minimale = carreau atout) et en montant dans les enchères possibles tant que le répondant répond oui à son enchère. Si le répondant passe, le donneur devient le répondant et les enchères s'achèvent lorsque l'un des deux passe.
Si l'annonçant passe, le donneur devient l'annonçant, et les enchères s'achèvent.
Si les trois passent d'emblée, on redistribue.
À la fin des annonces, celui qui les a emportées (i.e. n'a pas passé) joue la partie — dans la suite, on l'appellera le preneur. Il prend les deux cartes du skat, les ajoute à son jeu, en ôte deux autres cartes à sa convenance, et annonce une couleur d'atout dans les limites permises par la valeur de son contrat. Il joue seul contre les deux autres, qui mettent leurs plis en commun.

### Ordre des cartes selon le contrat choisi
L'ordre des cartes est particulier et, sauf au Null, ne correspond pas à la hiérarchie courante.

#### Le jeu de couleur
Ainsi, dans les jeux à l'atout dans lesquels le déclarant choisit une couleur comme atout, on trouve d'abord, et toujours dans cet ordre décroissant :
- Valet de Trèfle ;
- Valet de Pique;
- Valet de Cœur ;
- Valet de Carreau;

Puis, dans la couleur d'atout :
- As (Ass)
- Dix (Zehn)
- Roi (König)
- Dame (Dame)
- Neuf (Neun)
- Huit (Acht)
- Sept (Sieben)

Dans les autres couleurs, le même ordre. 
Il est à noter que la position du Dix, entre As et Roi, se trouve dans d'autres jeux comme à la Belote.

#### LeGrand
Au Grand, seuls les Valets (Buben) sont atouts, dans le même ordre décroissant :
- Valet de Trèfle ;
- Valet de Pique;
- Valet de Cœur ;
- Valet de Carreau;

Il n'y a donc bien que quatre atouts au total. 
Les autres couleurs suivent également l'ordre :
- As (Ass)
- Dix (Zehn)
- Roi (König)
- Dame (Dame)
- Neuf (Neun)
- Huit (Acht)
- Sept (Sieben)

#### Le jeu à Null
Dans le jeu à Null, toutes les cartes retrouvent leur ordre habituel (celui du bridge, de la bataille ou du poker, par exemple) :
- As - Roi - Dame - Valet - Dix -  Neuf - Huit - Sept.

## Le jeu de la carte
Le joueur situé après le donneur entame (joue la première carte) ; par la suite, ce sera la personne ayant remporté le pli précédent.
Dans le jeu de la carte, la seule obligation est de fournir la couleur donnée. Si une couleur non atout est jouée et un joueur ne possède pas de carte de cette couleur, il peut couper avec de l'atout, ou se défausser librement. Contrairement à des jeux comme la Belote ou le Tarot, il n'y a aucune obligation de couper, que ce soit pour le preneur ou les deux adversaires. Il faut prêter attention au fait que les Valets ne sont pas de leur couleur mais sont toujours considérés comme appartenant à la couleur de l'atout. Par exemple, si la couleur d'atout est Pique, le Valet de Cœur n'est pas considéré comme étant de la couleur Cœur, mais appartient à la couleur d'atout Pique.
Le joueur ayant mis la plus forte carte de la couleur demandée, ou le plus fort atout si la couleur demandée a été coupée (dans le cas où l'un des joueurs n'en avait plus), remporte le pli.
Au Null, il n'y a pas d'atout, et l'ordre des cartes est modifié (voir ci-dessus).

## Le décompte des points

### Jeux de couleurs etGrand
Une fois toutes les cartes jouées, chaque camp compte les points des plis qu'il a remportés (auxquels sont ajoutés les points du Skat pour le déclarant, selon le contrat), suivant le barème suivant :
- As : 11 points ;
- 10 : 10 points ;
- Roi :  4 points ;
- Dame :  3 points ;
- Valet :  2 points ;
- 9 : 0 point ;
- 8 : 0 point ;
- 7 : 0 point ;

Il est possible d'entendre le terme allemand (Augen) en lieu et place de "points".
Au total, il y a 120 points à ramasser. Le preneur gagne la valeur de son contrat s'il fait plus de la moitié des points, donc au moins 61 points. Il mettra ses adversaires Schneider s'il effectue au moins 90 points, et les mettra Schwarz s'il réussit à effectuer tous les plis, ce qui aura pour effet d'augmenter la valeur de son contrat.

### Jeux à Null
Le preneur gagne la valeur de son contrat (23 ; 35 ; 46 ; 59 selon le cas) s'il réussit à ne collecter aucun pli. 
Au moindre pli récupéré par le preneur, le contrat est perdu sur-le-champ. La valeur propre à chaque carte ne revêt ici pas la moindre importance.

## Sources
- (de) Hans Kruse & Lothar Beckmann, Skat. Lernen, Spielen, Gewinnen, Heyne Bücher, München, 1980
- Jean-Claude Baillif, « Le skat », Jeux et Stratégie, no 9,‎ juin 1981, p. 32 - 37.
- (de) Peter Lincoln, Skat lernen. Die besten Strategien, Infothek, Urania Verlag, Stuttgart, 2004,  (ISBN 3-332-01510-9)